# Azóvskaya
Azóvskaya (del ruso: Азо́вская) es una stanitsa del raión de Séverskaya del krai de Krasnodar, en Rusia. Está situada en el borde septentrional del Cáucaso, a orillas del río Ubin, afluente del Afips, de la cuenca del Kubán, 8 km al sur de Séverskaya y 43 km al suroeste de Krasnodar. Tenía 4 266 habitantes en 2010.
Es cabeza del municipio Azóvskoye, al que pertenece asimismo Ubinskaya.

## Historia
La localidad fue fundada en 1864 sobre el emplazamiento de un aul adigué. Recibió la inmigración de griegos pónticos que emigraron por las persecuciones en el Imperio otomano a finales del siglo XIX y principios del XX.

## Demografía
| 2002  | 2010  |
| ----- | ----- |
| 3 909 | 4 266 |

### Composición étnica
De los 3 909 habitantes que tenía en 2002, el 87.5 % era de etnia rusa, el 3.2 % era de etnia ucraniana, el 2.2 % era de etnia armenia, el 0.7 % era de etnia bielorrusa, el 0.5 % era de etnia alemana, el 0.4 % era de etnia azerí, el 0.3 % era de etnia griega, el 0.3 % era de etnia tártara y el 0.1 % era de etnia adigué